# 麻雀變公主
《麻雀變公主》是蓋瑞·馬歇爾執導的一部喜劇電影，由茱莉·安德絲、安妮·海瑟薇、曼蒂·摩爾主演，於2001年9月1日上映。该电影改編自同名英語小說。

## 劇情
蜜亞（Mia Thermopolis）是個聰明、但極害羞又笨手笨腳的少女，她的人生目標是保持校園生活低調、避免撞板尷尬。可是，隨著嚴厲祖母的突然到訪，出乎意料地透露了她的真正身份是一名公主，是小國「捷諾維亞」的王位繼承人，令她「被當透明人」的心願終於幻滅。在十萬個不願意的情況之下，她參加了「公主培訓班」，並要在三星期內作出畢生最重大的決定。期間，她經歷了連串搞笑的「變身公主」課程，又驚覺自己成為傳媒焦點，同時引來同窗妒忌，甚至牽涉一宗奪國陰謀……

## 演員
| 演員                           | 角色 | 介紹                                                                                   |
| 安妮·海瑟薇                    | 愛蜜莉亞（蜜亞）·葛利馬迪·米諾奈特·瑟莫波利斯·雷納迪 Amelia（Mia）Grimaldi Mignonette Thermopolis Renaldi | 本故事的女主角。捷諾維亞公主，喜歡麥可。                                               |
| 茱莉·安德魯絲                  | 克萊麗絲·雷納迪女王 Queen Clarisse Renaldi                                                                | 捷諾維亞王國的女王，也是蜜亞的奶奶。喜歡喬。                                           |
| 赫克托·埃里仲杜                | 約瑟夫（喬） Joseph （Joe）                                                                               | 負責接送蜜亞在學校上下課的司機，本身也是女王的管家兼保鏢。喜歡克萊麗絲女王。           |
| 希瑟·马特拉佐                  | 莉莉·摩斯柯維茲 Lilly Moscovitz                                                                           | 蜜亞的好朋友，麥可的妹妹。                                                             |
| 曼蒂·摩爾                      | 拉娜·湯瑪斯 Lana Thomas                                                                                   | 蜜亞在學校的死對頭，總是和一些跟班取笑蜜亞。                                           |
| 卡洛琳·哥達爾 Caroline Goodall | 海倫·瑟莫波利斯 Helen Thermopolis                                                                         | 蜜亞的母親。一個畫家。                                                                 |
| 雷內·奧柏戎諾瓦                | 菲利浦·雷納迪 Philippe Renaldi                                                                            | 蜜亞的父親。年少時愛上海倫而和她私奔，但最終還是繼承王儲的責任而離開蜜亞母女。已過世。 |
| 羅伯特·卡米恩                  | 麥可·摩斯柯維茲 Michael Moscovitz                                                                         | 蜜亞的朋友，喜歡蜜亞，莉莉的哥哥。                                                     |
| 艾瑞克·馮·德敦                 | 賈許·布萊恩特 Josh Bryant                                                                                 | 蜜亞一開始喜歡的人，利用蜜亞讓自己出名。拉娜的男朋友，後來分手。                       |
| 賴瑞·米勒                      | 巴歐羅 Paolo                                                                                              | 幫蜜亞改造的設計師。                                                                   |
| 蕭恩·歐布朗                    | 派屈克·歐康奈爾 Patrick O'Connell                                                                         |                                                                                        |
| 吳珊卓                         | 副校長古普塔 Vice Principal Gupta                                                                         | 蜜亞在就讀高中時，學校的副校長。                                                       |
| 凱薩琳·馬歇爾                  | 夏綠蒂·卡塔威 Charlotte Kutaway                                                                           | 被女王派來照顧蜜亞的女傭長。                                                           |
| 敏蒂·柏巴諾                    | 體育老師哈布拉老師 Gym teacher Ms. Harbula                                                                | 蜜亞就讀高中時，學校的體育老師。                                                       |

## 電影原声帶
| 歌曲                                           | 演唱者                  |
| Supergirl                                      | Krystal Harris          |
| Little Bitty Pretty One                        | Aaron Carter            |
| Miss You More                                  | BBMak                   |
| Crush                                          | 3G's                    |
| What Makes You Different (Makes You Beautiful) | Backstreet Boys         |
| Miracles Happen                                | Myra                    |
| Always Tomorrow                                | Nobody's Angel          |
| Away with the Summer Days                      | Youngstown              |
| Stupid Cupid                                   | Mandy Moore             |
| Wake Up                                        | Hanson                  |
| Happy Go Lucky                                 | Steps                   |
| I Love Life                                    | Melissa Lefton          |
| Ain't Nuthin' But a She Thing                  | Lil' J & Nobody's Angel |
| Hold On                                        | B*Witched               |
| The Journey                                    | Mpulz                   |

## 續集
- 麻雀變公主2：皇家有約（The Princess Diaries 2: Royal Engagement，2004年）

## 發行日期
台灣
- DVD/發行商：得利影視
- 10週年1+2特別版BD/發行商：得利影視